# Thomas Storrow Brown
Pour les articles homonymes, voir Brown.
Thomas Storrow Brown (7 juillet 1803 – 26 novembre 1888) quincaillier, journaliste, administrateur, fonctionnaire et patriote bas-canadien.

## Biographie
Né à Saint-Andrews, Nouveau-Brunswick, il est fils de Henry Barlow Brown, marchand, et de Rebecca Appleton, un couple de Boston, Massachusetts qui fuit la ville en 1776 au commencement de la guerre d'indépendance américaine. Son père est un marchand qui combattit pour la cause de la couronne et sa mère est cousine de Sir John Wentworth, dernier gouverneur royal du Nouveau-Hampshire. La famille s'installe à Woodstock, Vermont en 1811.
Il arrive à Montréal en 1818 et s'installe chez son oncle, Thomas Storrow. Il est alors âgé de 15 ans et vient de quitter sa famille. Après avoir travaillé pour un certain J. T. Barrett, marchand de fer de la rue St-Paul, durant quelques années, il ouvre une quincaillerie à son compte en 1825. Son associé François-Benjamin Blanchard et lui déclarent faillite en 1835.
En 1833, il s'implique dans l'organisation de la Banque de la cité et de la Banque du peuple.
À partir de 1836, il collabore régulièrement au journal Vindicator and Canadian Advertiser, dont le rédacteur en chef est alors Edmund Bailey O'Callaghan et s'implique activement dans le Parti patriote. Il participe à la fondation de la Société des Fils de la Liberté dont il devient un des chefs de section.
Le 6 novembre 1837, il est grièvement blessé à un œil lorsque des membres du Doric Club saccagent les bureaux du journal.

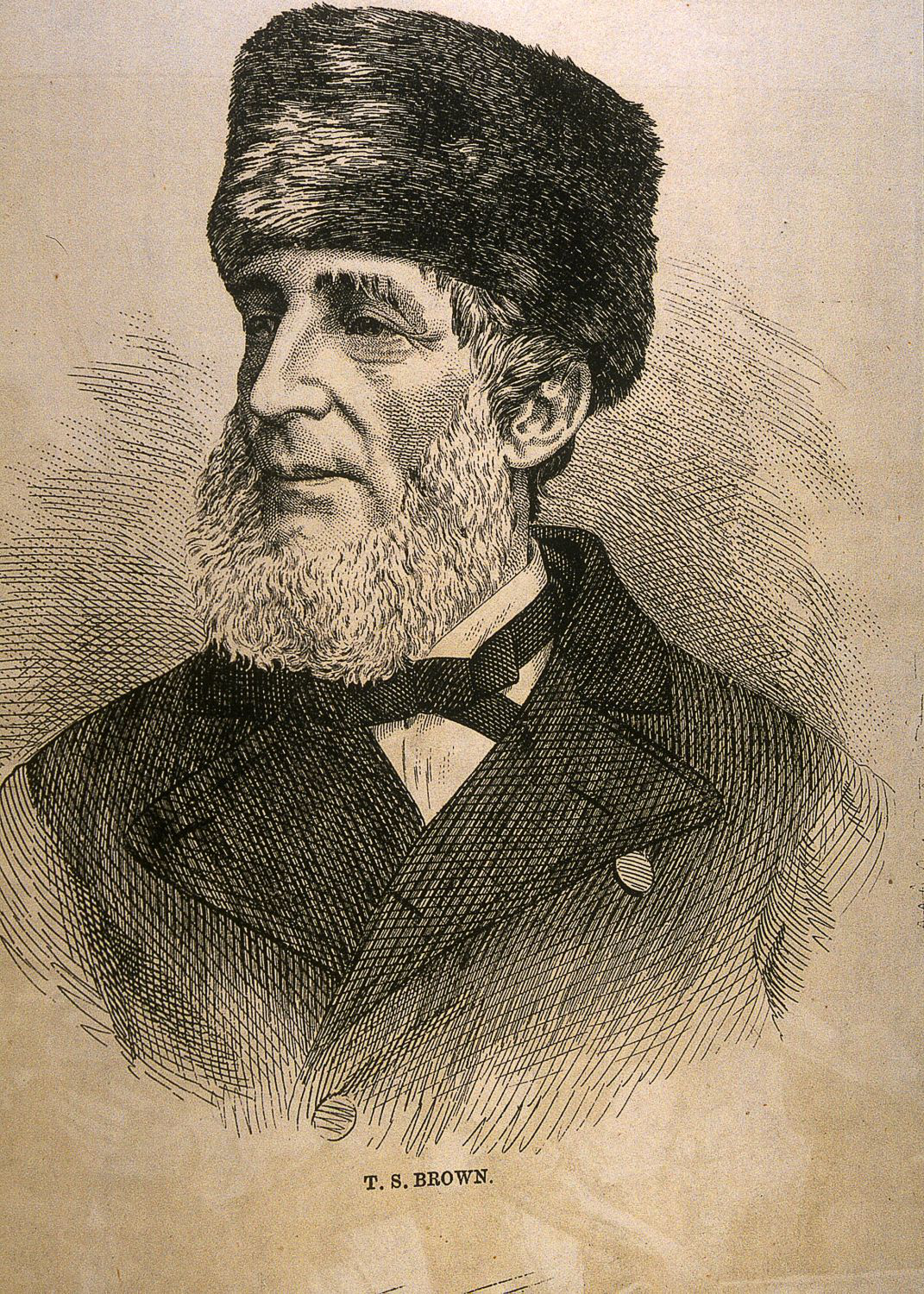
Portrait de Thomas Storrow Brown (L'Opinion publique, 21 mai 1873).

Selon son propre récit des événements (1837 and my connection with it) il se retrouve presque par hasard à la tête d'un groupe d'hommes déterminés à repousser les soldats britanniques qui tentent de mettre aux arrêts un certain nombre chefs patriotes dont il fait partie avec Wolfred Nelson, Edmund Bailey O’Callaghan et Louis-Joseph Papineau. le 25 novembre, il est « général » de circonstance à la bataille de St-Charles contre les troupes de George Wetherall. Il traverse ensuite la frontière américaine est le 10 décembre il est à Berkshire dans le Vermont.
En avril 1838, il publie un article sur l'insurrection dans le Vermonter, un journal de Vergennes, dans le Vermont. Après l'assemblée de Middlebury, il prend ses distances du mouvement et part pour la Floride. Il revient à Montréal en 1844 après la proclamation de l'amnistie de tous les exilés.
Il se remarie en 1860 avec Hester Livingstone. Il meurt le 26 novembre 1888 à Montréal à l'âge de 85 ans.

## Écrits
- Adresse des Fils de la liberté de Montréal aux jeunes gens des colonies de l'Amérique du Nord, Montréal, 1837 (en ligne)
- A History of the Grand Trunk Railway of Canada, compiled from public documents, Québec, 1864 (en ligne)
- Montreal Fifty Years Ago, Montréal, 1868
- 1837 and my connection with it, Québec, 1869 (en ligne)
- Brief Sketch of the Life and Times of the late Hon. Louis-Joseph Papineau, Montréal, 1872 (en ligne)
- Strong drink, what it is and what it does, Montréal, 1884
- Enfants de la rébellion, (lieu inconnu) , (Date inconnue)